# Wang Hui
Pour les articles homonymes, voir Wang (patronyme).
Wang Hui (chinois simplifié : 王翚 ; chinois traditionnel : 王翬 ; pinyin : wáng huī) est un peintre chinois de paysage né en 1632 et mort en 1717. Il fait partie des principaux représentants de l'art de l'école « orthodoxe » lettrée s'appuyant sur la tradition Song et Yuan. 

## Les Six Maîtres du début desQing
À la fin de l'époque Ming et au début de la dynastie Qing, un grand nombre d'artistes lettrés se groupent autour de Dong Qichang créateur d'une orthodoxie nouvelle fondée sur l'étude et la copie des Anciens. Les plus illustres représentants de cette tendance, qui s'avère être des réformateurs inspirés, capables de redonner vie aux œuvres passées, sont les Quatre Wang, Wang Shimin et Wang Jian les deux plus âgés qui font le lien entre Dong Qichang et leurs élèves, Wang Yuanqi et Wang Hui. Tous quatre originaires de la province du Jiangsu, ils s'encouragent mutuellement et portent une admiration réciproque à leurs œuvres, peintures d'ailleurs fort appréciées en Chine, mais diversement reçues en Occident qui ne voit souvent que redites et monotonie là où il y a interprétation propre et individuelle.

## Galerie

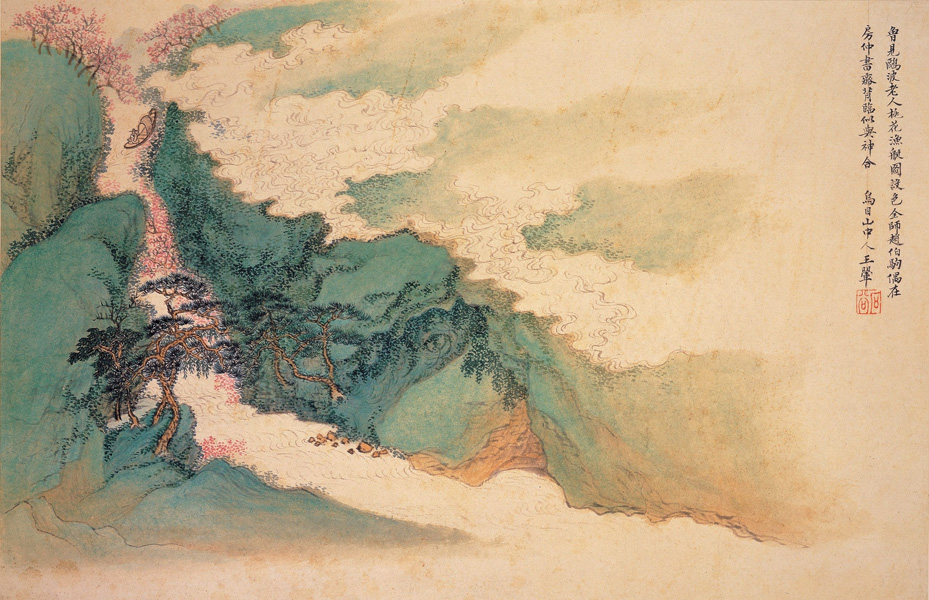
Floraison des pêchers. Bateau de pêcheur. Feuille d'album, encre et couleurs sur papier, 28,5 x 43 cm. Musée national du Palais, Taipei
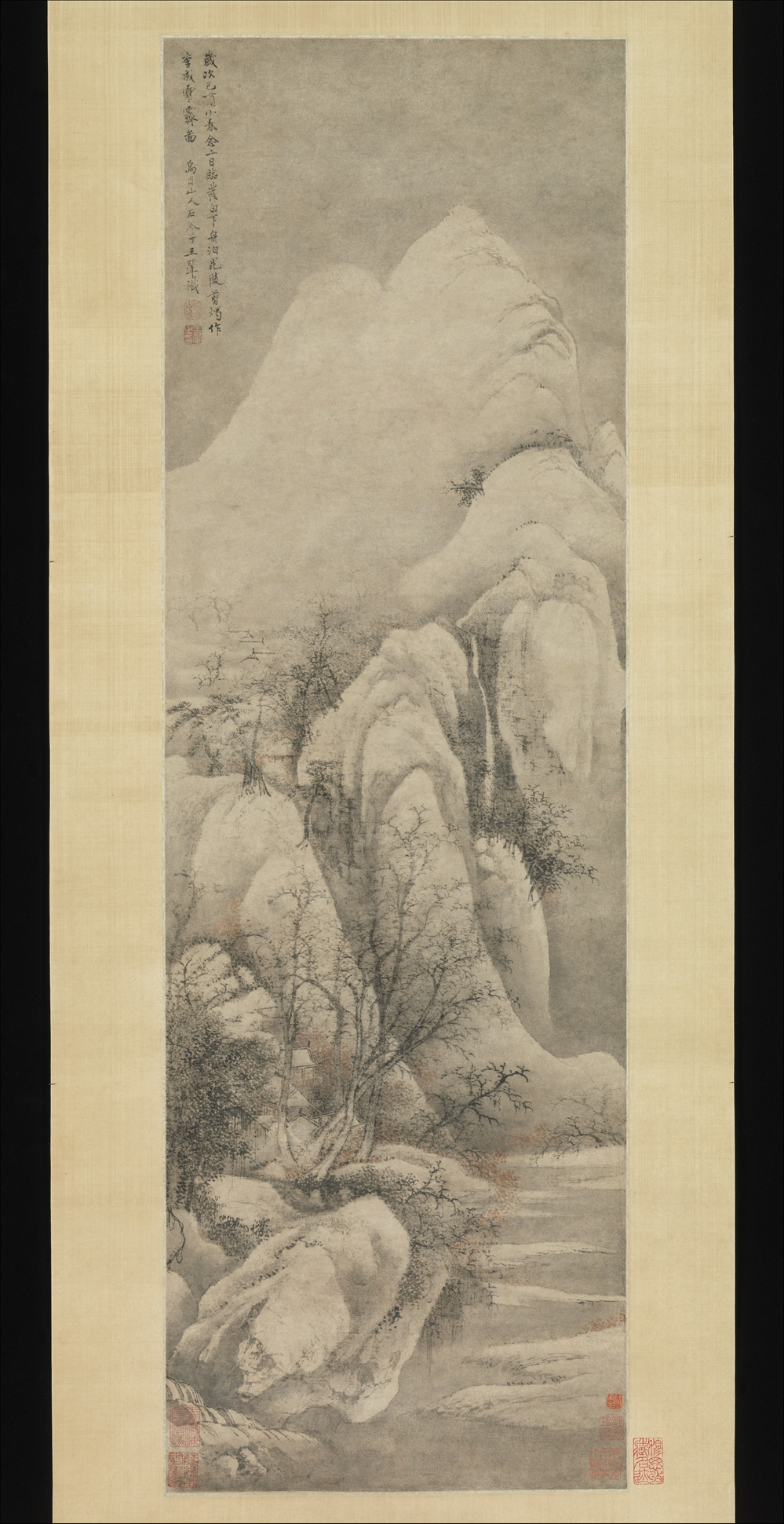
Paysage d'après Li Cheng. Encre et couleurs sur papier, H 112,7 cm, rouleau vertical daté 1669. Metropolitan Museum of Art
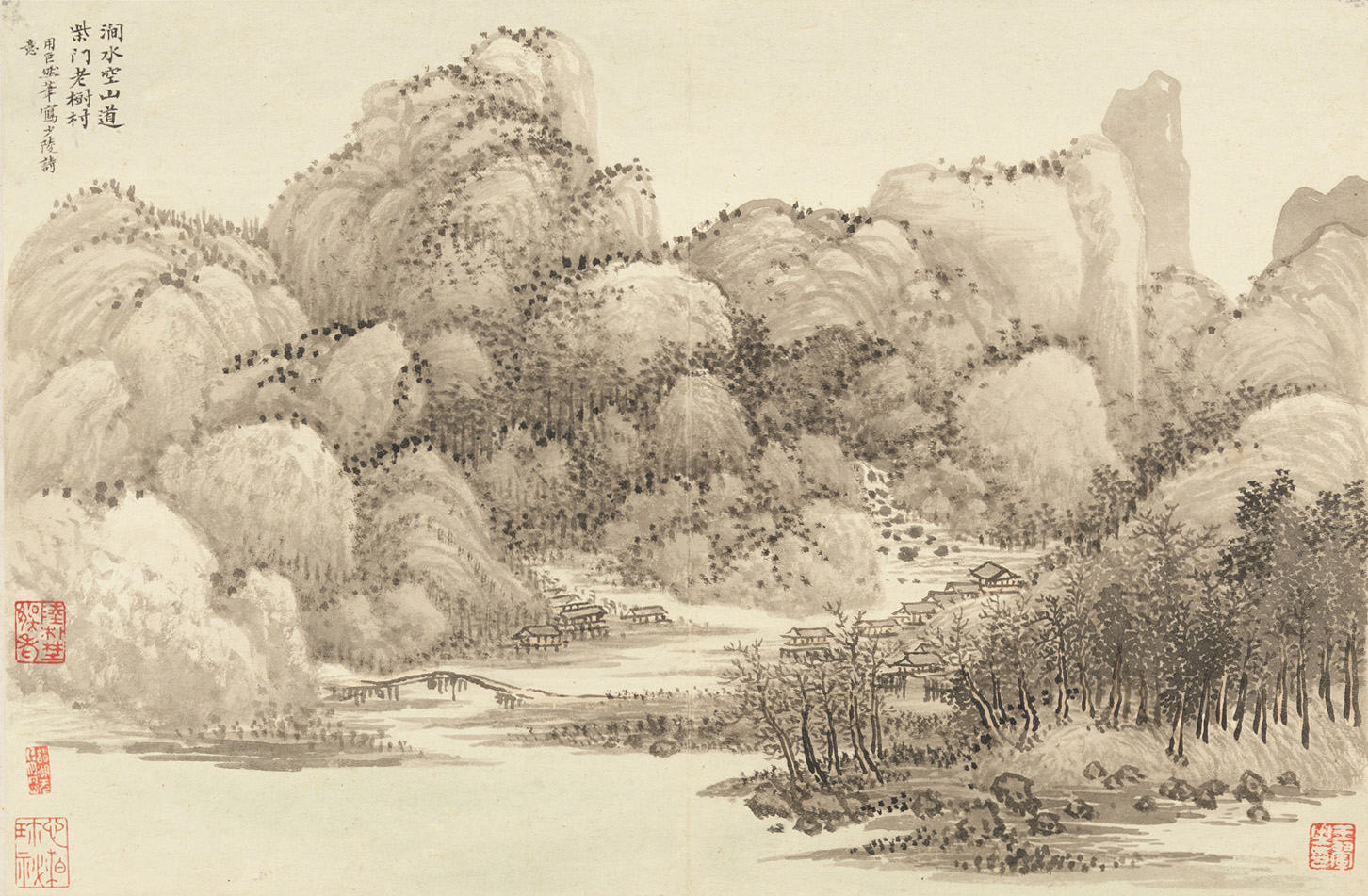
Page d'album de 12 pages (avec Wang Shimin): Paysages d'après les vieux maîtres. Encre et couleurs sur papier 22 x 33.8 cm, datée 1674 et 1677. Metropolitan Museum of Art
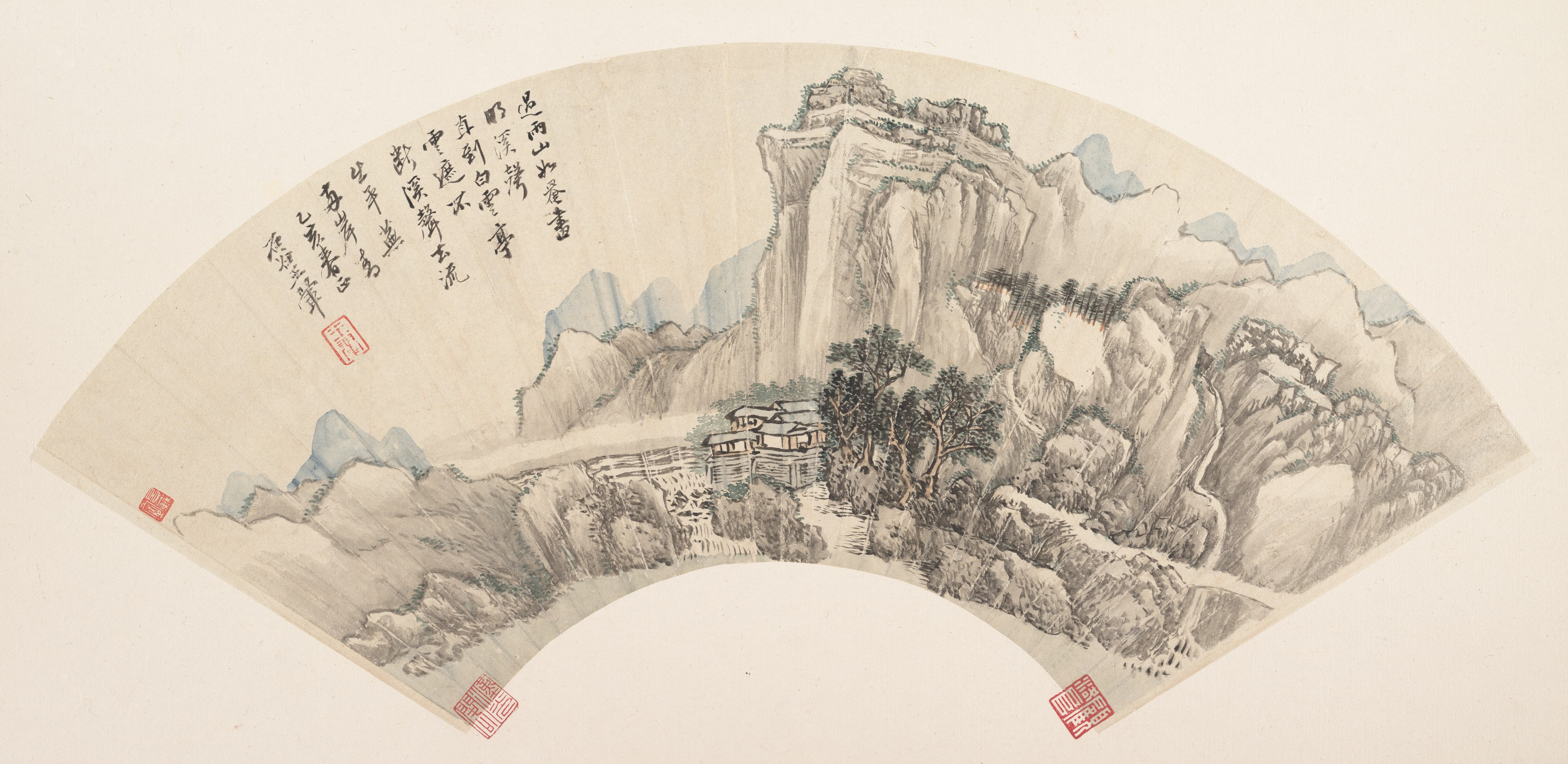
Montagnes après la pluie. Peinture d'éventail montée en page d'album, 16.4 x 49.2 cm, datée 1695. Metropolitan Museum of Art

## Biographie

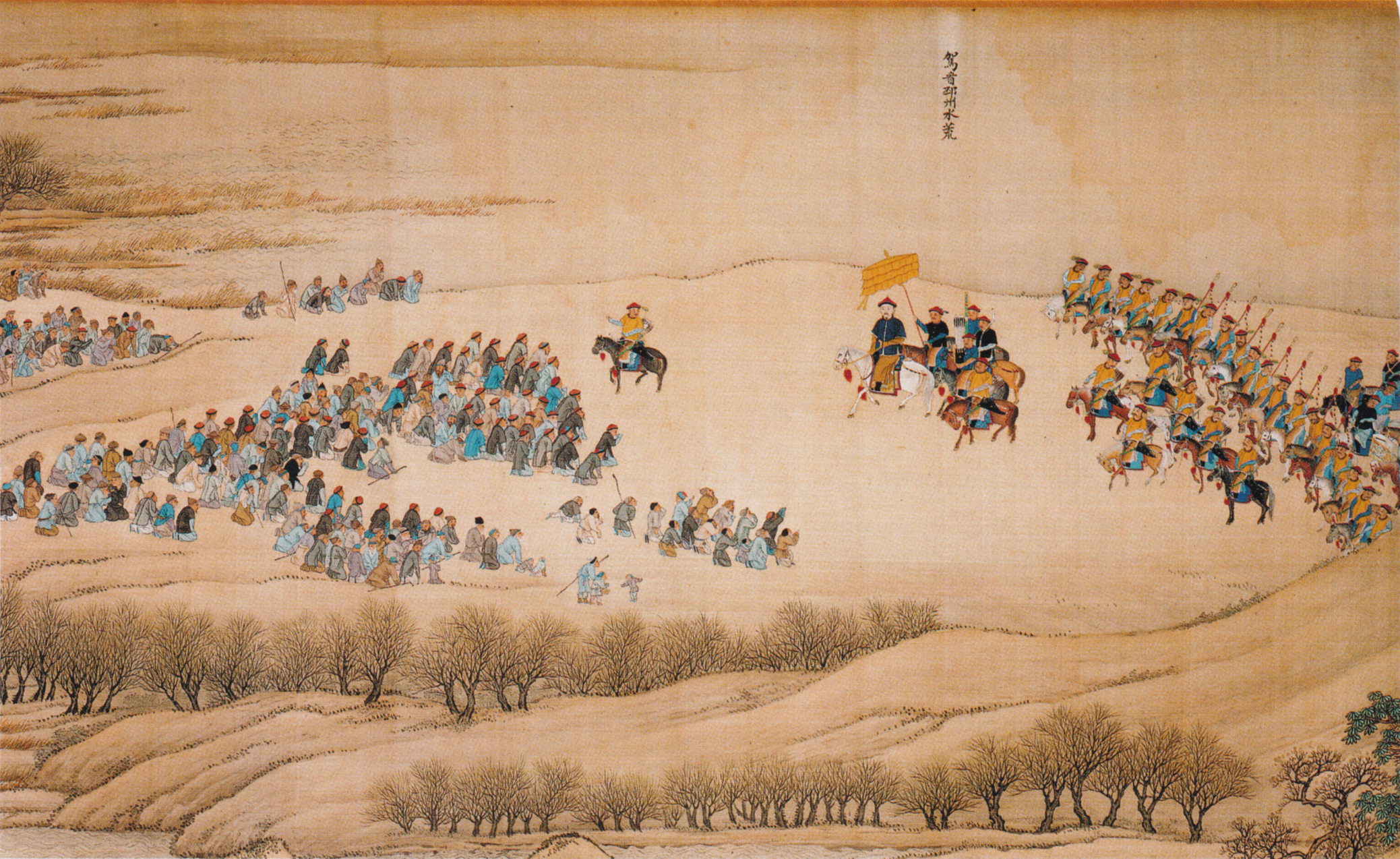
Voyage dans le Sud de l'empereur Kangxi

Wang Hui né à Changshu, province du Jiangsu, vient d'une famille d'artistes : Les cinq générations précédentes comportent des peintres professionnels. Dans sa jeunesse, il est profondément influencé par Huang Gongwang, (car son premier professeur, Zhang Ke est un fervent adepte de l'École de Huang). En fait, il assure durant un temps sa subsistance en faisant des copies de peintures de Huang.  Il fait preuve d'un génie éclectique très remarquable dans la synthèse qu'il représente.
Wang Hui, le troisième Wang, puis élève de Wang Jian, peintre très doué par la nature consacre l'essentiel de son énergie à l'imitation des maîtres. Il s'assimile à tant de langages, que le sien propre lui échappe. 
D'origine modeste, il montre très tôt des dons particuliers pour la peinture et Wang Jian, qui le remarque, entreprend de diriger sa formation de calligraphe et de peintre, en 1651. Dès l'année suivante il se présente à Wang Shimin qui lui propose de venir travailler dans son studio de Taicang: cela va permettre à Wang Hui d'être en contact avec de vraies peintures. Il commence par étudier les styles de Dong Yuan et de Juran et des maîtres Yuan tel Huang Gongwang. Il acquiert vite une surprenante maîtrise technique et s'attache d'emblée aux problèmes d'organisation de l'espace; ne pouvant se limiter à l'étude d'une seule école, il essaye bientôt, dans une sorte de vaste synthèse, d'embrasser la tradition picturale chinoise dans son ensemble.
Sous la direction de Wang Shimin, les talents de Hui accusent de solides progrès. Ultérieurement, il voyage à travers le pays et perfectionne au fur et à mesure sa technique. Après les décès de Wang Shimin et de Wang Jian, il devient le peintre le plus important du Sud et acquiert un renom national. L'empereur le charge de superviser l'illustration de sa tournée dans le Sud. « Voyage dans le Sud de l'empereur Kangxi » représente douze énormes rouleaux. Après l'inscription de la louange par l'empereur « Montagnes et rivières claires et lumineuses » sur l'un des rouleaux, Wang Hui entreprend de se donner le nom de Vieil Homme clair et Lumineux.

## Style
Dans ses peintures de paysages, Hui emprunte divers éléments aux peintres précédents, et les fusionne dans son propre style. Il cherche à reproduire la façon dont les peintres Yuan manient le pinceau, celle dont les peintres Song représentent les montagnes et les vallées, et dont les peintres Yuan créent l'atmosphère. bien qu'il tire la majeure partie de ses connaissances des Quatre Grands Maîtres de la dynastie  des Yuan, il s'intéresse aussi aux œuvres de l'Académie impériale de peinture des Songs. Il sait prendre ce qu'il y a de meilleur chez chaque artiste et c'est le peintre le plus créatif des Quatre Wang.
Vers 1667, il fait sa première étude importante d'après Li Cheng grand paysagiste des Song du Nord, dont le style était jugé trop spectaculaire par Dong Qichang qui le classe avec un mépris certain dans les artistes professionnels. Dans une œuvre de 1672, d'après Juran, Wang Hui parvient à recréer le paysage des Song du Sud, débarrassé de tout élément descriptif non essentiel, trouvant par là la voie de sa grande synthèse (da cheng) telle qu'il l'expose en 1673, dans un album de douze feuilles, où il combine successivement les réalités différentes des écoles des Song du Nord et du Sud, parvenant ainsi à faire revivre les maîtres anciens de façon toute personnelle et sans la moindre servilité.
Après 1680, il revient à des thèmes antérieurs où se mêlent souvent la luxuriance de Wu Zhen et les couleurs de Zhao Mengfu. Son style habile et raffiné fait de lui le peintre préféré de l'empereur Qing Kangxi qui, de 1691 à 1698, lui demande de superviser l'exécution d'une série  de rouleaux commémorant son voyage dans le sud en 1689, commande officielle qui confirme Wang Hui dans sa position de peintre principal de l'empire, ce qu'aucun contemporain ne sait lui disputer. De retour dans sa ville natale après 1698, il continue de travailler mais avec une certaine tendance à se copier lui-même de telle sorte que seule sa rigoureuse discipline technique est en mesure de conférer de la grandeur à ses dernières œuvres.